# Кинофестиваль в Кракове
Кинофестива́ль в Кра́кове (пол. Krakowski Festiwal Filmowy) — один из старейших европейских кинофестивалей, специализирующийся на документальных, анимационных и короткометражных фильмах. На протяжении семи фестивальных дней у зрителей есть возможность посмотреть приблизительно 250 фильмов польского и европейского происхождения. Фильмы представлены в номинациях и специальных группах, таких как ретроспективы, тематический цикл, архивный просмотр. Фестиваль сопровождается выставками, концертами, показами под открытым небом и встречами с кинорежиссёрами. Каждый год кинофестиваль в Кракове принимает большое количество гостей: режиссёров, продюсеров, кинофестивальных организаторов и широкую аудиторию зрителей из Кракова.

## История фестиваля
Кинофестиваль в Кракове — самый первый фестиваль кинофильмов в Польше, организовывается ежегодно с 1961 года, как конкурс национальных короткометражек, позже стал ещё и международным, потом только международным, а в результате удачно вновь начал сочетать в себе две цели в 1997 году.
В настоящее время кинофестиваль проводится в краковском кинотеатре «Киев».

## Репортажи
1967, 1969, 1970, 1971, 1972, 1973, 1978...